# Лева тема
Те́ма лева — тема в шаховій композиції ортодоксального жанру. Суть теми — чотириразове перекриття у варіантах чорним слоном однієї чорної тури.

## Історія
Ця ідея почала розроблятись шаховими композиторами в першій половині ХХ століття.
У 1926 році було проведено тематичний конкурс, але через великі труднощі втілення ідеї, прислані задачі виявилися браковані, лише одна була відмічена з огріхами. В рішенні задачі виникає чотири тематичних варіанти захисту чорних, в кожному з яких один і той же чорний слон перекриває свою туру на одному з чотирьох різних полів.
Ідея дістала назву — тема лева. Тема зовсім не розроблена, і в двоходівці виражена лише з грубим вступним ходом, а у 1976 році угорські проблемісти тему втілили в близнюках. В триходівці цей задум виразити набагато легше.
|   | a | b | c | d | e | f | g | h |   |
| 8 | d8 білий король · h8 чорний ферзь · a7 білий кінь · b7 чорний пішак · d7 білий пішак · f7 чорний пішак · g7 білий пішак · b6 білий пішак · d6 чорний король · a5 біла тура · d5 чорний слон · f5 білий пішак · b4 біла тура · d4 білий пішак · f4 білий кінь · a3 білий слон · c3 чорна тура · g3 білий ферзь · a2 чорний пішак · g2 чорний пішак · e1 чорна тура | d8 білий король · h8 чорний ферзь · a7 білий кінь · b7 чорний пішак · d7 білий пішак · f7 чорний пішак · g7 білий пішак · b6 білий пішак · d6 чорний король · a5 біла тура · d5 чорний слон · f5 білий пішак · b4 біла тура · d4 білий пішак · f4 білий кінь · a3 білий слон · c3 чорна тура · g3 білий ферзь · a2 чорний пішак · g2 чорний пішак · e1 чорна тура | d8 білий король · h8 чорний ферзь · a7 білий кінь · b7 чорний пішак · d7 білий пішак · f7 чорний пішак · g7 білий пішак · b6 білий пішак · d6 чорний король · a5 біла тура · d5 чорний слон · f5 білий пішак · b4 біла тура · d4 білий пішак · f4 білий кінь · a3 білий слон · c3 чорна тура · g3 білий ферзь · a2 чорний пішак · g2 чорний пішак · e1 чорна тура | d8 білий король · h8 чорний ферзь · a7 білий кінь · b7 чорний пішак · d7 білий пішак · f7 чорний пішак · g7 білий пішак · b6 білий пішак · d6 чорний король · a5 біла тура · d5 чорний слон · f5 білий пішак · b4 біла тура · d4 білий пішак · f4 білий кінь · a3 білий слон · c3 чорна тура · g3 білий ферзь · a2 чорний пішак · g2 чорний пішак · e1 чорна тура | d8 білий король · h8 чорний ферзь · a7 білий кінь · b7 чорний пішак · d7 білий пішак · f7 чорний пішак · g7 білий пішак · b6 білий пішак · d6 чорний король · a5 біла тура · d5 чорний слон · f5 білий пішак · b4 біла тура · d4 білий пішак · f4 білий кінь · a3 білий слон · c3 чорна тура · g3 білий ферзь · a2 чорний пішак · g2 чорний пішак · e1 чорна тура | d8 білий король · h8 чорний ферзь · a7 білий кінь · b7 чорний пішак · d7 білий пішак · f7 чорний пішак · g7 білий пішак · b6 білий пішак · d6 чорний король · a5 біла тура · d5 чорний слон · f5 білий пішак · b4 біла тура · d4 білий пішак · f4 білий кінь · a3 білий слон · c3 чорна тура · g3 білий ферзь · a2 чорний пішак · g2 чорний пішак · e1 чорна тура | d8 білий король · h8 чорний ферзь · a7 білий кінь · b7 чорний пішак · d7 білий пішак · f7 чорний пішак · g7 білий пішак · b6 білий пішак · d6 чорний король · a5 біла тура · d5 чорний слон · f5 білий пішак · b4 біла тура · d4 білий пішак · f4 білий кінь · a3 білий слон · c3 чорна тура · g3 білий ферзь · a2 чорний пішак · g2 чорний пішак · e1 чорна тура | d8 білий король · h8 чорний ферзь · a7 білий кінь · b7 чорний пішак · d7 білий пішак · f7 чорний пішак · g7 білий пішак · b6 білий пішак · d6 чорний король · a5 біла тура · d5 чорний слон · f5 білий пішак · b4 біла тура · d4 білий пішак · f4 білий кінь · a3 білий слон · c3 чорна тура · g3 білий ферзь · a2 чорний пішак · g2 чорний пішак · e1 чорна тура | 8 |
| 7 | d8 білий король · h8 чорний ферзь · a7 білий кінь · b7 чорний пішак · d7 білий пішак · f7 чорний пішак · g7 білий пішак · b6 білий пішак · d6 чорний король · a5 біла тура · d5 чорний слон · f5 білий пішак · b4 біла тура · d4 білий пішак · f4 білий кінь · a3 білий слон · c3 чорна тура · g3 білий ферзь · a2 чорний пішак · g2 чорний пішак · e1 чорна тура | d8 білий король · h8 чорний ферзь · a7 білий кінь · b7 чорний пішак · d7 білий пішак · f7 чорний пішак · g7 білий пішак · b6 білий пішак · d6 чорний король · a5 біла тура · d5 чорний слон · f5 білий пішак · b4 біла тура · d4 білий пішак · f4 білий кінь · a3 білий слон · c3 чорна тура · g3 білий ферзь · a2 чорний пішак · g2 чорний пішак · e1 чорна тура | d8 білий король · h8 чорний ферзь · a7 білий кінь · b7 чорний пішак · d7 білий пішак · f7 чорний пішак · g7 білий пішак · b6 білий пішак · d6 чорний король · a5 біла тура · d5 чорний слон · f5 білий пішак · b4 біла тура · d4 білий пішак · f4 білий кінь · a3 білий слон · c3 чорна тура · g3 білий ферзь · a2 чорний пішак · g2 чорний пішак · e1 чорна тура | d8 білий король · h8 чорний ферзь · a7 білий кінь · b7 чорний пішак · d7 білий пішак · f7 чорний пішак · g7 білий пішак · b6 білий пішак · d6 чорний король · a5 біла тура · d5 чорний слон · f5 білий пішак · b4 біла тура · d4 білий пішак · f4 білий кінь · a3 білий слон · c3 чорна тура · g3 білий ферзь · a2 чорний пішак · g2 чорний пішак · e1 чорна тура | d8 білий король · h8 чорний ферзь · a7 білий кінь · b7 чорний пішак · d7 білий пішак · f7 чорний пішак · g7 білий пішак · b6 білий пішак · d6 чорний король · a5 біла тура · d5 чорний слон · f5 білий пішак · b4 біла тура · d4 білий пішак · f4 білий кінь · a3 білий слон · c3 чорна тура · g3 білий ферзь · a2 чорний пішак · g2 чорний пішак · e1 чорна тура | d8 білий король · h8 чорний ферзь · a7 білий кінь · b7 чорний пішак · d7 білий пішак · f7 чорний пішак · g7 білий пішак · b6 білий пішак · d6 чорний король · a5 біла тура · d5 чорний слон · f5 білий пішак · b4 біла тура · d4 білий пішак · f4 білий кінь · a3 білий слон · c3 чорна тура · g3 білий ферзь · a2 чорний пішак · g2 чорний пішак · e1 чорна тура | d8 білий король · h8 чорний ферзь · a7 білий кінь · b7 чорний пішак · d7 білий пішак · f7 чорний пішак · g7 білий пішак · b6 білий пішак · d6 чорний король · a5 біла тура · d5 чорний слон · f5 білий пішак · b4 біла тура · d4 білий пішак · f4 білий кінь · a3 білий слон · c3 чорна тура · g3 білий ферзь · a2 чорний пішак · g2 чорний пішак · e1 чорна тура | d8 білий король · h8 чорний ферзь · a7 білий кінь · b7 чорний пішак · d7 білий пішак · f7 чорний пішак · g7 білий пішак · b6 білий пішак · d6 чорний король · a5 біла тура · d5 чорний слон · f5 білий пішак · b4 біла тура · d4 білий пішак · f4 білий кінь · a3 білий слон · c3 чорна тура · g3 білий ферзь · a2 чорний пішак · g2 чорний пішак · e1 чорна тура | 7 |
| 6 | d8 білий король · h8 чорний ферзь · a7 білий кінь · b7 чорний пішак · d7 білий пішак · f7 чорний пішак · g7 білий пішак · b6 білий пішак · d6 чорний король · a5 біла тура · d5 чорний слон · f5 білий пішак · b4 біла тура · d4 білий пішак · f4 білий кінь · a3 білий слон · c3 чорна тура · g3 білий ферзь · a2 чорний пішак · g2 чорний пішак · e1 чорна тура | d8 білий король · h8 чорний ферзь · a7 білий кінь · b7 чорний пішак · d7 білий пішак · f7 чорний пішак · g7 білий пішак · b6 білий пішак · d6 чорний король · a5 біла тура · d5 чорний слон · f5 білий пішак · b4 біла тура · d4 білий пішак · f4 білий кінь · a3 білий слон · c3 чорна тура · g3 білий ферзь · a2 чорний пішак · g2 чорний пішак · e1 чорна тура | d8 білий король · h8 чорний ферзь · a7 білий кінь · b7 чорний пішак · d7 білий пішак · f7 чорний пішак · g7 білий пішак · b6 білий пішак · d6 чорний король · a5 біла тура · d5 чорний слон · f5 білий пішак · b4 біла тура · d4 білий пішак · f4 білий кінь · a3 білий слон · c3 чорна тура · g3 білий ферзь · a2 чорний пішак · g2 чорний пішак · e1 чорна тура | d8 білий король · h8 чорний ферзь · a7 білий кінь · b7 чорний пішак · d7 білий пішак · f7 чорний пішак · g7 білий пішак · b6 білий пішак · d6 чорний король · a5 біла тура · d5 чорний слон · f5 білий пішак · b4 біла тура · d4 білий пішак · f4 білий кінь · a3 білий слон · c3 чорна тура · g3 білий ферзь · a2 чорний пішак · g2 чорний пішак · e1 чорна тура | d8 білий король · h8 чорний ферзь · a7 білий кінь · b7 чорний пішак · d7 білий пішак · f7 чорний пішак · g7 білий пішак · b6 білий пішак · d6 чорний король · a5 біла тура · d5 чорний слон · f5 білий пішак · b4 біла тура · d4 білий пішак · f4 білий кінь · a3 білий слон · c3 чорна тура · g3 білий ферзь · a2 чорний пішак · g2 чорний пішак · e1 чорна тура | d8 білий король · h8 чорний ферзь · a7 білий кінь · b7 чорний пішак · d7 білий пішак · f7 чорний пішак · g7 білий пішак · b6 білий пішак · d6 чорний король · a5 біла тура · d5 чорний слон · f5 білий пішак · b4 біла тура · d4 білий пішак · f4 білий кінь · a3 білий слон · c3 чорна тура · g3 білий ферзь · a2 чорний пішак · g2 чорний пішак · e1 чорна тура | d8 білий король · h8 чорний ферзь · a7 білий кінь · b7 чорний пішак · d7 білий пішак · f7 чорний пішак · g7 білий пішак · b6 білий пішак · d6 чорний король · a5 біла тура · d5 чорний слон · f5 білий пішак · b4 біла тура · d4 білий пішак · f4 білий кінь · a3 білий слон · c3 чорна тура · g3 білий ферзь · a2 чорний пішак · g2 чорний пішак · e1 чорна тура | d8 білий король · h8 чорний ферзь · a7 білий кінь · b7 чорний пішак · d7 білий пішак · f7 чорний пішак · g7 білий пішак · b6 білий пішак · d6 чорний король · a5 біла тура · d5 чорний слон · f5 білий пішак · b4 біла тура · d4 білий пішак · f4 білий кінь · a3 білий слон · c3 чорна тура · g3 білий ферзь · a2 чорний пішак · g2 чорний пішак · e1 чорна тура | 6 |
| 5 | d8 білий король · h8 чорний ферзь · a7 білий кінь · b7 чорний пішак · d7 білий пішак · f7 чорний пішак · g7 білий пішак · b6 білий пішак · d6 чорний король · a5 біла тура · d5 чорний слон · f5 білий пішак · b4 біла тура · d4 білий пішак · f4 білий кінь · a3 білий слон · c3 чорна тура · g3 білий ферзь · a2 чорний пішак · g2 чорний пішак · e1 чорна тура | d8 білий король · h8 чорний ферзь · a7 білий кінь · b7 чорний пішак · d7 білий пішак · f7 чорний пішак · g7 білий пішак · b6 білий пішак · d6 чорний король · a5 біла тура · d5 чорний слон · f5 білий пішак · b4 біла тура · d4 білий пішак · f4 білий кінь · a3 білий слон · c3 чорна тура · g3 білий ферзь · a2 чорний пішак · g2 чорний пішак · e1 чорна тура | d8 білий король · h8 чорний ферзь · a7 білий кінь · b7 чорний пішак · d7 білий пішак · f7 чорний пішак · g7 білий пішак · b6 білий пішак · d6 чорний король · a5 біла тура · d5 чорний слон · f5 білий пішак · b4 біла тура · d4 білий пішак · f4 білий кінь · a3 білий слон · c3 чорна тура · g3 білий ферзь · a2 чорний пішак · g2 чорний пішак · e1 чорна тура | d8 білий король · h8 чорний ферзь · a7 білий кінь · b7 чорний пішак · d7 білий пішак · f7 чорний пішак · g7 білий пішак · b6 білий пішак · d6 чорний король · a5 біла тура · d5 чорний слон · f5 білий пішак · b4 біла тура · d4 білий пішак · f4 білий кінь · a3 білий слон · c3 чорна тура · g3 білий ферзь · a2 чорний пішак · g2 чорний пішак · e1 чорна тура | d8 білий король · h8 чорний ферзь · a7 білий кінь · b7 чорний пішак · d7 білий пішак · f7 чорний пішак · g7 білий пішак · b6 білий пішак · d6 чорний король · a5 біла тура · d5 чорний слон · f5 білий пішак · b4 біла тура · d4 білий пішак · f4 білий кінь · a3 білий слон · c3 чорна тура · g3 білий ферзь · a2 чорний пішак · g2 чорний пішак · e1 чорна тура | d8 білий король · h8 чорний ферзь · a7 білий кінь · b7 чорний пішак · d7 білий пішак · f7 чорний пішак · g7 білий пішак · b6 білий пішак · d6 чорний король · a5 біла тура · d5 чорний слон · f5 білий пішак · b4 біла тура · d4 білий пішак · f4 білий кінь · a3 білий слон · c3 чорна тура · g3 білий ферзь · a2 чорний пішак · g2 чорний пішак · e1 чорна тура | d8 білий король · h8 чорний ферзь · a7 білий кінь · b7 чорний пішак · d7 білий пішак · f7 чорний пішак · g7 білий пішак · b6 білий пішак · d6 чорний король · a5 біла тура · d5 чорний слон · f5 білий пішак · b4 біла тура · d4 білий пішак · f4 білий кінь · a3 білий слон · c3 чорна тура · g3 білий ферзь · a2 чорний пішак · g2 чорний пішак · e1 чорна тура | d8 білий король · h8 чорний ферзь · a7 білий кінь · b7 чорний пішак · d7 білий пішак · f7 чорний пішак · g7 білий пішак · b6 білий пішак · d6 чорний король · a5 біла тура · d5 чорний слон · f5 білий пішак · b4 біла тура · d4 білий пішак · f4 білий кінь · a3 білий слон · c3 чорна тура · g3 білий ферзь · a2 чорний пішак · g2 чорний пішак · e1 чорна тура | 5 |
| 4 | d8 білий король · h8 чорний ферзь · a7 білий кінь · b7 чорний пішак · d7 білий пішак · f7 чорний пішак · g7 білий пішак · b6 білий пішак · d6 чорний король · a5 біла тура · d5 чорний слон · f5 білий пішак · b4 біла тура · d4 білий пішак · f4 білий кінь · a3 білий слон · c3 чорна тура · g3 білий ферзь · a2 чорний пішак · g2 чорний пішак · e1 чорна тура | d8 білий король · h8 чорний ферзь · a7 білий кінь · b7 чорний пішак · d7 білий пішак · f7 чорний пішак · g7 білий пішак · b6 білий пішак · d6 чорний король · a5 біла тура · d5 чорний слон · f5 білий пішак · b4 біла тура · d4 білий пішак · f4 білий кінь · a3 білий слон · c3 чорна тура · g3 білий ферзь · a2 чорний пішак · g2 чорний пішак · e1 чорна тура | d8 білий король · h8 чорний ферзь · a7 білий кінь · b7 чорний пішак · d7 білий пішак · f7 чорний пішак · g7 білий пішак · b6 білий пішак · d6 чорний король · a5 біла тура · d5 чорний слон · f5 білий пішак · b4 біла тура · d4 білий пішак · f4 білий кінь · a3 білий слон · c3 чорна тура · g3 білий ферзь · a2 чорний пішак · g2 чорний пішак · e1 чорна тура | d8 білий король · h8 чорний ферзь · a7 білий кінь · b7 чорний пішак · d7 білий пішак · f7 чорний пішак · g7 білий пішак · b6 білий пішак · d6 чорний король · a5 біла тура · d5 чорний слон · f5 білий пішак · b4 біла тура · d4 білий пішак · f4 білий кінь · a3 білий слон · c3 чорна тура · g3 білий ферзь · a2 чорний пішак · g2 чорний пішак · e1 чорна тура | d8 білий король · h8 чорний ферзь · a7 білий кінь · b7 чорний пішак · d7 білий пішак · f7 чорний пішак · g7 білий пішак · b6 білий пішак · d6 чорний король · a5 біла тура · d5 чорний слон · f5 білий пішак · b4 біла тура · d4 білий пішак · f4 білий кінь · a3 білий слон · c3 чорна тура · g3 білий ферзь · a2 чорний пішак · g2 чорний пішак · e1 чорна тура | d8 білий король · h8 чорний ферзь · a7 білий кінь · b7 чорний пішак · d7 білий пішак · f7 чорний пішак · g7 білий пішак · b6 білий пішак · d6 чорний король · a5 біла тура · d5 чорний слон · f5 білий пішак · b4 біла тура · d4 білий пішак · f4 білий кінь · a3 білий слон · c3 чорна тура · g3 білий ферзь · a2 чорний пішак · g2 чорний пішак · e1 чорна тура | d8 білий король · h8 чорний ферзь · a7 білий кінь · b7 чорний пішак · d7 білий пішак · f7 чорний пішак · g7 білий пішак · b6 білий пішак · d6 чорний король · a5 біла тура · d5 чорний слон · f5 білий пішак · b4 біла тура · d4 білий пішак · f4 білий кінь · a3 білий слон · c3 чорна тура · g3 білий ферзь · a2 чорний пішак · g2 чорний пішак · e1 чорна тура | d8 білий король · h8 чорний ферзь · a7 білий кінь · b7 чорний пішак · d7 білий пішак · f7 чорний пішак · g7 білий пішак · b6 білий пішак · d6 чорний король · a5 біла тура · d5 чорний слон · f5 білий пішак · b4 біла тура · d4 білий пішак · f4 білий кінь · a3 білий слон · c3 чорна тура · g3 білий ферзь · a2 чорний пішак · g2 чорний пішак · e1 чорна тура | 4 |
| 3 | d8 білий король · h8 чорний ферзь · a7 білий кінь · b7 чорний пішак · d7 білий пішак · f7 чорний пішак · g7 білий пішак · b6 білий пішак · d6 чорний король · a5 біла тура · d5 чорний слон · f5 білий пішак · b4 біла тура · d4 білий пішак · f4 білий кінь · a3 білий слон · c3 чорна тура · g3 білий ферзь · a2 чорний пішак · g2 чорний пішак · e1 чорна тура | d8 білий король · h8 чорний ферзь · a7 білий кінь · b7 чорний пішак · d7 білий пішак · f7 чорний пішак · g7 білий пішак · b6 білий пішак · d6 чорний король · a5 біла тура · d5 чорний слон · f5 білий пішак · b4 біла тура · d4 білий пішак · f4 білий кінь · a3 білий слон · c3 чорна тура · g3 білий ферзь · a2 чорний пішак · g2 чорний пішак · e1 чорна тура | d8 білий король · h8 чорний ферзь · a7 білий кінь · b7 чорний пішак · d7 білий пішак · f7 чорний пішак · g7 білий пішак · b6 білий пішак · d6 чорний король · a5 біла тура · d5 чорний слон · f5 білий пішак · b4 біла тура · d4 білий пішак · f4 білий кінь · a3 білий слон · c3 чорна тура · g3 білий ферзь · a2 чорний пішак · g2 чорний пішак · e1 чорна тура | d8 білий король · h8 чорний ферзь · a7 білий кінь · b7 чорний пішак · d7 білий пішак · f7 чорний пішак · g7 білий пішак · b6 білий пішак · d6 чорний король · a5 біла тура · d5 чорний слон · f5 білий пішак · b4 біла тура · d4 білий пішак · f4 білий кінь · a3 білий слон · c3 чорна тура · g3 білий ферзь · a2 чорний пішак · g2 чорний пішак · e1 чорна тура | d8 білий король · h8 чорний ферзь · a7 білий кінь · b7 чорний пішак · d7 білий пішак · f7 чорний пішак · g7 білий пішак · b6 білий пішак · d6 чорний король · a5 біла тура · d5 чорний слон · f5 білий пішак · b4 біла тура · d4 білий пішак · f4 білий кінь · a3 білий слон · c3 чорна тура · g3 білий ферзь · a2 чорний пішак · g2 чорний пішак · e1 чорна тура | d8 білий король · h8 чорний ферзь · a7 білий кінь · b7 чорний пішак · d7 білий пішак · f7 чорний пішак · g7 білий пішак · b6 білий пішак · d6 чорний король · a5 біла тура · d5 чорний слон · f5 білий пішак · b4 біла тура · d4 білий пішак · f4 білий кінь · a3 білий слон · c3 чорна тура · g3 білий ферзь · a2 чорний пішак · g2 чорний пішак · e1 чорна тура | d8 білий король · h8 чорний ферзь · a7 білий кінь · b7 чорний пішак · d7 білий пішак · f7 чорний пішак · g7 білий пішак · b6 білий пішак · d6 чорний король · a5 біла тура · d5 чорний слон · f5 білий пішак · b4 біла тура · d4 білий пішак · f4 білий кінь · a3 білий слон · c3 чорна тура · g3 білий ферзь · a2 чорний пішак · g2 чорний пішак · e1 чорна тура | d8 білий король · h8 чорний ферзь · a7 білий кінь · b7 чорний пішак · d7 білий пішак · f7 чорний пішак · g7 білий пішак · b6 білий пішак · d6 чорний король · a5 біла тура · d5 чорний слон · f5 білий пішак · b4 біла тура · d4 білий пішак · f4 білий кінь · a3 білий слон · c3 чорна тура · g3 білий ферзь · a2 чорний пішак · g2 чорний пішак · e1 чорна тура | 3 |
| 2 | d8 білий король · h8 чорний ферзь · a7 білий кінь · b7 чорний пішак · d7 білий пішак · f7 чорний пішак · g7 білий пішак · b6 білий пішак · d6 чорний король · a5 біла тура · d5 чорний слон · f5 білий пішак · b4 біла тура · d4 білий пішак · f4 білий кінь · a3 білий слон · c3 чорна тура · g3 білий ферзь · a2 чорний пішак · g2 чорний пішак · e1 чорна тура | d8 білий король · h8 чорний ферзь · a7 білий кінь · b7 чорний пішак · d7 білий пішак · f7 чорний пішак · g7 білий пішак · b6 білий пішак · d6 чорний король · a5 біла тура · d5 чорний слон · f5 білий пішак · b4 біла тура · d4 білий пішак · f4 білий кінь · a3 білий слон · c3 чорна тура · g3 білий ферзь · a2 чорний пішак · g2 чорний пішак · e1 чорна тура | d8 білий король · h8 чорний ферзь · a7 білий кінь · b7 чорний пішак · d7 білий пішак · f7 чорний пішак · g7 білий пішак · b6 білий пішак · d6 чорний король · a5 біла тура · d5 чорний слон · f5 білий пішак · b4 біла тура · d4 білий пішак · f4 білий кінь · a3 білий слон · c3 чорна тура · g3 білий ферзь · a2 чорний пішак · g2 чорний пішак · e1 чорна тура | d8 білий король · h8 чорний ферзь · a7 білий кінь · b7 чорний пішак · d7 білий пішак · f7 чорний пішак · g7 білий пішак · b6 білий пішак · d6 чорний король · a5 біла тура · d5 чорний слон · f5 білий пішак · b4 біла тура · d4 білий пішак · f4 білий кінь · a3 білий слон · c3 чорна тура · g3 білий ферзь · a2 чорний пішак · g2 чорний пішак · e1 чорна тура | d8 білий король · h8 чорний ферзь · a7 білий кінь · b7 чорний пішак · d7 білий пішак · f7 чорний пішак · g7 білий пішак · b6 білий пішак · d6 чорний король · a5 біла тура · d5 чорний слон · f5 білий пішак · b4 біла тура · d4 білий пішак · f4 білий кінь · a3 білий слон · c3 чорна тура · g3 білий ферзь · a2 чорний пішак · g2 чорний пішак · e1 чорна тура | d8 білий король · h8 чорний ферзь · a7 білий кінь · b7 чорний пішак · d7 білий пішак · f7 чорний пішак · g7 білий пішак · b6 білий пішак · d6 чорний король · a5 біла тура · d5 чорний слон · f5 білий пішак · b4 біла тура · d4 білий пішак · f4 білий кінь · a3 білий слон · c3 чорна тура · g3 білий ферзь · a2 чорний пішак · g2 чорний пішак · e1 чорна тура | d8 білий король · h8 чорний ферзь · a7 білий кінь · b7 чорний пішак · d7 білий пішак · f7 чорний пішак · g7 білий пішак · b6 білий пішак · d6 чорний король · a5 біла тура · d5 чорний слон · f5 білий пішак · b4 біла тура · d4 білий пішак · f4 білий кінь · a3 білий слон · c3 чорна тура · g3 білий ферзь · a2 чорний пішак · g2 чорний пішак · e1 чорна тура | d8 білий король · h8 чорний ферзь · a7 білий кінь · b7 чорний пішак · d7 білий пішак · f7 чорний пішак · g7 білий пішак · b6 білий пішак · d6 чорний король · a5 біла тура · d5 чорний слон · f5 білий пішак · b4 біла тура · d4 білий пішак · f4 білий кінь · a3 білий слон · c3 чорна тура · g3 білий ферзь · a2 чорний пішак · g2 чорний пішак · e1 чорна тура | 2 |
| 1 | d8 білий король · h8 чорний ферзь · a7 білий кінь · b7 чорний пішак · d7 білий пішак · f7 чорний пішак · g7 білий пішак · b6 білий пішак · d6 чорний король · a5 біла тура · d5 чорний слон · f5 білий пішак · b4 біла тура · d4 білий пішак · f4 білий кінь · a3 білий слон · c3 чорна тура · g3 білий ферзь · a2 чорний пішак · g2 чорний пішак · e1 чорна тура | d8 білий король · h8 чорний ферзь · a7 білий кінь · b7 чорний пішак · d7 білий пішак · f7 чорний пішак · g7 білий пішак · b6 білий пішак · d6 чорний король · a5 біла тура · d5 чорний слон · f5 білий пішак · b4 біла тура · d4 білий пішак · f4 білий кінь · a3 білий слон · c3 чорна тура · g3 білий ферзь · a2 чорний пішак · g2 чорний пішак · e1 чорна тура | d8 білий король · h8 чорний ферзь · a7 білий кінь · b7 чорний пішак · d7 білий пішак · f7 чорний пішак · g7 білий пішак · b6 білий пішак · d6 чорний король · a5 біла тура · d5 чорний слон · f5 білий пішак · b4 біла тура · d4 білий пішак · f4 білий кінь · a3 білий слон · c3 чорна тура · g3 білий ферзь · a2 чорний пішак · g2 чорний пішак · e1 чорна тура | d8 білий король · h8 чорний ферзь · a7 білий кінь · b7 чорний пішак · d7 білий пішак · f7 чорний пішак · g7 білий пішак · b6 білий пішак · d6 чорний король · a5 біла тура · d5 чорний слон · f5 білий пішак · b4 біла тура · d4 білий пішак · f4 білий кінь · a3 білий слон · c3 чорна тура · g3 білий ферзь · a2 чорний пішак · g2 чорний пішак · e1 чорна тура | d8 білий король · h8 чорний ферзь · a7 білий кінь · b7 чорний пішак · d7 білий пішак · f7 чорний пішак · g7 білий пішак · b6 білий пішак · d6 чорний король · a5 біла тура · d5 чорний слон · f5 білий пішак · b4 біла тура · d4 білий пішак · f4 білий кінь · a3 білий слон · c3 чорна тура · g3 білий ферзь · a2 чорний пішак · g2 чорний пішак · e1 чорна тура | d8 білий король · h8 чорний ферзь · a7 білий кінь · b7 чорний пішак · d7 білий пішак · f7 чорний пішак · g7 білий пішак · b6 білий пішак · d6 чорний король · a5 біла тура · d5 чорний слон · f5 білий пішак · b4 біла тура · d4 білий пішак · f4 білий кінь · a3 білий слон · c3 чорна тура · g3 білий ферзь · a2 чорний пішак · g2 чорний пішак · e1 чорна тура | d8 білий король · h8 чорний ферзь · a7 білий кінь · b7 чорний пішак · d7 білий пішак · f7 чорний пішак · g7 білий пішак · b6 білий пішак · d6 чорний король · a5 біла тура · d5 чорний слон · f5 білий пішак · b4 біла тура · d4 білий пішак · f4 білий кінь · a3 білий слон · c3 чорна тура · g3 білий ферзь · a2 чорний пішак · g2 чорний пішак · e1 чорна тура | d8 білий король · h8 чорний ферзь · a7 білий кінь · b7 чорний пішак · d7 білий пішак · f7 чорний пішак · g7 білий пішак · b6 білий пішак · d6 чорний король · a5 біла тура · d5 чорний слон · f5 білий пішак · b4 біла тура · d4 білий пішак · f4 білий кінь · a3 білий слон · c3 чорна тура · g3 білий ферзь · a2 чорний пішак · g2 чорний пішак · e1 чорна тура | 1 |
|   | a | b | c | d | e | f | g | h |   |

FEN: 3K3q/Np1P1pP1/1P1k4/R2b1P2/1R1P1N2/B1r3Q1/p5p1/4r3
1. gh8Q! ~ 2. Rxd5#
1. ... Bb3 2. Rc4#
1. ... Bc4 2. Rb3#
1. ... Bf3  2. Se2#
1. ... Bc6 2. Sc8#
|   | a | b | c | d | e | f | g | h |   |
| 8 | a8 чорний кінь · d8 білий слон · h8 білий король · h7 біла тура · c6 чорний король · c5 чорний пішак · d5 білий кінь · e5 білий пішак · c4 білий ферзь · f4 чорний пішак · a3 білий пішак · e3 чорний слон · f3 біла тура · g3 білий пішак · a2 чорний кінь · e2 білий пішак · d1 чорна тура | a8 чорний кінь · d8 білий слон · h8 білий король · h7 біла тура · c6 чорний король · c5 чорний пішак · d5 білий кінь · e5 білий пішак · c4 білий ферзь · f4 чорний пішак · a3 білий пішак · e3 чорний слон · f3 біла тура · g3 білий пішак · a2 чорний кінь · e2 білий пішак · d1 чорна тура | a8 чорний кінь · d8 білий слон · h8 білий король · h7 біла тура · c6 чорний король · c5 чорний пішак · d5 білий кінь · e5 білий пішак · c4 білий ферзь · f4 чорний пішак · a3 білий пішак · e3 чорний слон · f3 біла тура · g3 білий пішак · a2 чорний кінь · e2 білий пішак · d1 чорна тура | a8 чорний кінь · d8 білий слон · h8 білий король · h7 біла тура · c6 чорний король · c5 чорний пішак · d5 білий кінь · e5 білий пішак · c4 білий ферзь · f4 чорний пішак · a3 білий пішак · e3 чорний слон · f3 біла тура · g3 білий пішак · a2 чорний кінь · e2 білий пішак · d1 чорна тура | a8 чорний кінь · d8 білий слон · h8 білий король · h7 біла тура · c6 чорний король · c5 чорний пішак · d5 білий кінь · e5 білий пішак · c4 білий ферзь · f4 чорний пішак · a3 білий пішак · e3 чорний слон · f3 біла тура · g3 білий пішак · a2 чорний кінь · e2 білий пішак · d1 чорна тура | a8 чорний кінь · d8 білий слон · h8 білий король · h7 біла тура · c6 чорний король · c5 чорний пішак · d5 білий кінь · e5 білий пішак · c4 білий ферзь · f4 чорний пішак · a3 білий пішак · e3 чорний слон · f3 біла тура · g3 білий пішак · a2 чорний кінь · e2 білий пішак · d1 чорна тура | a8 чорний кінь · d8 білий слон · h8 білий король · h7 біла тура · c6 чорний король · c5 чорний пішак · d5 білий кінь · e5 білий пішак · c4 білий ферзь · f4 чорний пішак · a3 білий пішак · e3 чорний слон · f3 біла тура · g3 білий пішак · a2 чорний кінь · e2 білий пішак · d1 чорна тура | a8 чорний кінь · d8 білий слон · h8 білий король · h7 біла тура · c6 чорний король · c5 чорний пішак · d5 білий кінь · e5 білий пішак · c4 білий ферзь · f4 чорний пішак · a3 білий пішак · e3 чорний слон · f3 біла тура · g3 білий пішак · a2 чорний кінь · e2 білий пішак · d1 чорна тура | 8 |
| 7 | a8 чорний кінь · d8 білий слон · h8 білий король · h7 біла тура · c6 чорний король · c5 чорний пішак · d5 білий кінь · e5 білий пішак · c4 білий ферзь · f4 чорний пішак · a3 білий пішак · e3 чорний слон · f3 біла тура · g3 білий пішак · a2 чорний кінь · e2 білий пішак · d1 чорна тура | a8 чорний кінь · d8 білий слон · h8 білий король · h7 біла тура · c6 чорний король · c5 чорний пішак · d5 білий кінь · e5 білий пішак · c4 білий ферзь · f4 чорний пішак · a3 білий пішак · e3 чорний слон · f3 біла тура · g3 білий пішак · a2 чорний кінь · e2 білий пішак · d1 чорна тура | a8 чорний кінь · d8 білий слон · h8 білий король · h7 біла тура · c6 чорний король · c5 чорний пішак · d5 білий кінь · e5 білий пішак · c4 білий ферзь · f4 чорний пішак · a3 білий пішак · e3 чорний слон · f3 біла тура · g3 білий пішак · a2 чорний кінь · e2 білий пішак · d1 чорна тура | a8 чорний кінь · d8 білий слон · h8 білий король · h7 біла тура · c6 чорний король · c5 чорний пішак · d5 білий кінь · e5 білий пішак · c4 білий ферзь · f4 чорний пішак · a3 білий пішак · e3 чорний слон · f3 біла тура · g3 білий пішак · a2 чорний кінь · e2 білий пішак · d1 чорна тура | a8 чорний кінь · d8 білий слон · h8 білий король · h7 біла тура · c6 чорний король · c5 чорний пішак · d5 білий кінь · e5 білий пішак · c4 білий ферзь · f4 чорний пішак · a3 білий пішак · e3 чорний слон · f3 біла тура · g3 білий пішак · a2 чорний кінь · e2 білий пішак · d1 чорна тура | a8 чорний кінь · d8 білий слон · h8 білий король · h7 біла тура · c6 чорний король · c5 чорний пішак · d5 білий кінь · e5 білий пішак · c4 білий ферзь · f4 чорний пішак · a3 білий пішак · e3 чорний слон · f3 біла тура · g3 білий пішак · a2 чорний кінь · e2 білий пішак · d1 чорна тура | a8 чорний кінь · d8 білий слон · h8 білий король · h7 біла тура · c6 чорний король · c5 чорний пішак · d5 білий кінь · e5 білий пішак · c4 білий ферзь · f4 чорний пішак · a3 білий пішак · e3 чорний слон · f3 біла тура · g3 білий пішак · a2 чорний кінь · e2 білий пішак · d1 чорна тура | a8 чорний кінь · d8 білий слон · h8 білий король · h7 біла тура · c6 чорний король · c5 чорний пішак · d5 білий кінь · e5 білий пішак · c4 білий ферзь · f4 чорний пішак · a3 білий пішак · e3 чорний слон · f3 біла тура · g3 білий пішак · a2 чорний кінь · e2 білий пішак · d1 чорна тура | 7 |
| 6 | a8 чорний кінь · d8 білий слон · h8 білий король · h7 біла тура · c6 чорний король · c5 чорний пішак · d5 білий кінь · e5 білий пішак · c4 білий ферзь · f4 чорний пішак · a3 білий пішак · e3 чорний слон · f3 біла тура · g3 білий пішак · a2 чорний кінь · e2 білий пішак · d1 чорна тура | a8 чорний кінь · d8 білий слон · h8 білий король · h7 біла тура · c6 чорний король · c5 чорний пішак · d5 білий кінь · e5 білий пішак · c4 білий ферзь · f4 чорний пішак · a3 білий пішак · e3 чорний слон · f3 біла тура · g3 білий пішак · a2 чорний кінь · e2 білий пішак · d1 чорна тура | a8 чорний кінь · d8 білий слон · h8 білий король · h7 біла тура · c6 чорний король · c5 чорний пішак · d5 білий кінь · e5 білий пішак · c4 білий ферзь · f4 чорний пішак · a3 білий пішак · e3 чорний слон · f3 біла тура · g3 білий пішак · a2 чорний кінь · e2 білий пішак · d1 чорна тура | a8 чорний кінь · d8 білий слон · h8 білий король · h7 біла тура · c6 чорний король · c5 чорний пішак · d5 білий кінь · e5 білий пішак · c4 білий ферзь · f4 чорний пішак · a3 білий пішак · e3 чорний слон · f3 біла тура · g3 білий пішак · a2 чорний кінь · e2 білий пішак · d1 чорна тура | a8 чорний кінь · d8 білий слон · h8 білий король · h7 біла тура · c6 чорний король · c5 чорний пішак · d5 білий кінь · e5 білий пішак · c4 білий ферзь · f4 чорний пішак · a3 білий пішак · e3 чорний слон · f3 біла тура · g3 білий пішак · a2 чорний кінь · e2 білий пішак · d1 чорна тура | a8 чорний кінь · d8 білий слон · h8 білий король · h7 біла тура · c6 чорний король · c5 чорний пішак · d5 білий кінь · e5 білий пішак · c4 білий ферзь · f4 чорний пішак · a3 білий пішак · e3 чорний слон · f3 біла тура · g3 білий пішак · a2 чорний кінь · e2 білий пішак · d1 чорна тура | a8 чорний кінь · d8 білий слон · h8 білий король · h7 біла тура · c6 чорний король · c5 чорний пішак · d5 білий кінь · e5 білий пішак · c4 білий ферзь · f4 чорний пішак · a3 білий пішак · e3 чорний слон · f3 біла тура · g3 білий пішак · a2 чорний кінь · e2 білий пішак · d1 чорна тура | a8 чорний кінь · d8 білий слон · h8 білий король · h7 біла тура · c6 чорний король · c5 чорний пішак · d5 білий кінь · e5 білий пішак · c4 білий ферзь · f4 чорний пішак · a3 білий пішак · e3 чорний слон · f3 біла тура · g3 білий пішак · a2 чорний кінь · e2 білий пішак · d1 чорна тура | 6 |
| 5 | a8 чорний кінь · d8 білий слон · h8 білий король · h7 біла тура · c6 чорний король · c5 чорний пішак · d5 білий кінь · e5 білий пішак · c4 білий ферзь · f4 чорний пішак · a3 білий пішак · e3 чорний слон · f3 біла тура · g3 білий пішак · a2 чорний кінь · e2 білий пішак · d1 чорна тура | a8 чорний кінь · d8 білий слон · h8 білий король · h7 біла тура · c6 чорний король · c5 чорний пішак · d5 білий кінь · e5 білий пішак · c4 білий ферзь · f4 чорний пішак · a3 білий пішак · e3 чорний слон · f3 біла тура · g3 білий пішак · a2 чорний кінь · e2 білий пішак · d1 чорна тура | a8 чорний кінь · d8 білий слон · h8 білий король · h7 біла тура · c6 чорний король · c5 чорний пішак · d5 білий кінь · e5 білий пішак · c4 білий ферзь · f4 чорний пішак · a3 білий пішак · e3 чорний слон · f3 біла тура · g3 білий пішак · a2 чорний кінь · e2 білий пішак · d1 чорна тура | a8 чорний кінь · d8 білий слон · h8 білий король · h7 біла тура · c6 чорний король · c5 чорний пішак · d5 білий кінь · e5 білий пішак · c4 білий ферзь · f4 чорний пішак · a3 білий пішак · e3 чорний слон · f3 біла тура · g3 білий пішак · a2 чорний кінь · e2 білий пішак · d1 чорна тура | a8 чорний кінь · d8 білий слон · h8 білий король · h7 біла тура · c6 чорний король · c5 чорний пішак · d5 білий кінь · e5 білий пішак · c4 білий ферзь · f4 чорний пішак · a3 білий пішак · e3 чорний слон · f3 біла тура · g3 білий пішак · a2 чорний кінь · e2 білий пішак · d1 чорна тура | a8 чорний кінь · d8 білий слон · h8 білий король · h7 біла тура · c6 чорний король · c5 чорний пішак · d5 білий кінь · e5 білий пішак · c4 білий ферзь · f4 чорний пішак · a3 білий пішак · e3 чорний слон · f3 біла тура · g3 білий пішак · a2 чорний кінь · e2 білий пішак · d1 чорна тура | a8 чорний кінь · d8 білий слон · h8 білий король · h7 біла тура · c6 чорний король · c5 чорний пішак · d5 білий кінь · e5 білий пішак · c4 білий ферзь · f4 чорний пішак · a3 білий пішак · e3 чорний слон · f3 біла тура · g3 білий пішак · a2 чорний кінь · e2 білий пішак · d1 чорна тура | a8 чорний кінь · d8 білий слон · h8 білий король · h7 біла тура · c6 чорний король · c5 чорний пішак · d5 білий кінь · e5 білий пішак · c4 білий ферзь · f4 чорний пішак · a3 білий пішак · e3 чорний слон · f3 біла тура · g3 білий пішак · a2 чорний кінь · e2 білий пішак · d1 чорна тура | 5 |
| 4 | a8 чорний кінь · d8 білий слон · h8 білий король · h7 біла тура · c6 чорний король · c5 чорний пішак · d5 білий кінь · e5 білий пішак · c4 білий ферзь · f4 чорний пішак · a3 білий пішак · e3 чорний слон · f3 біла тура · g3 білий пішак · a2 чорний кінь · e2 білий пішак · d1 чорна тура | a8 чорний кінь · d8 білий слон · h8 білий король · h7 біла тура · c6 чорний король · c5 чорний пішак · d5 білий кінь · e5 білий пішак · c4 білий ферзь · f4 чорний пішак · a3 білий пішак · e3 чорний слон · f3 біла тура · g3 білий пішак · a2 чорний кінь · e2 білий пішак · d1 чорна тура | a8 чорний кінь · d8 білий слон · h8 білий король · h7 біла тура · c6 чорний король · c5 чорний пішак · d5 білий кінь · e5 білий пішак · c4 білий ферзь · f4 чорний пішак · a3 білий пішак · e3 чорний слон · f3 біла тура · g3 білий пішак · a2 чорний кінь · e2 білий пішак · d1 чорна тура | a8 чорний кінь · d8 білий слон · h8 білий король · h7 біла тура · c6 чорний король · c5 чорний пішак · d5 білий кінь · e5 білий пішак · c4 білий ферзь · f4 чорний пішак · a3 білий пішак · e3 чорний слон · f3 біла тура · g3 білий пішак · a2 чорний кінь · e2 білий пішак · d1 чорна тура | a8 чорний кінь · d8 білий слон · h8 білий король · h7 біла тура · c6 чорний король · c5 чорний пішак · d5 білий кінь · e5 білий пішак · c4 білий ферзь · f4 чорний пішак · a3 білий пішак · e3 чорний слон · f3 біла тура · g3 білий пішак · a2 чорний кінь · e2 білий пішак · d1 чорна тура | a8 чорний кінь · d8 білий слон · h8 білий король · h7 біла тура · c6 чорний король · c5 чорний пішак · d5 білий кінь · e5 білий пішак · c4 білий ферзь · f4 чорний пішак · a3 білий пішак · e3 чорний слон · f3 біла тура · g3 білий пішак · a2 чорний кінь · e2 білий пішак · d1 чорна тура | a8 чорний кінь · d8 білий слон · h8 білий король · h7 біла тура · c6 чорний король · c5 чорний пішак · d5 білий кінь · e5 білий пішак · c4 білий ферзь · f4 чорний пішак · a3 білий пішак · e3 чорний слон · f3 біла тура · g3 білий пішак · a2 чорний кінь · e2 білий пішак · d1 чорна тура | a8 чорний кінь · d8 білий слон · h8 білий король · h7 біла тура · c6 чорний король · c5 чорний пішак · d5 білий кінь · e5 білий пішак · c4 білий ферзь · f4 чорний пішак · a3 білий пішак · e3 чорний слон · f3 біла тура · g3 білий пішак · a2 чорний кінь · e2 білий пішак · d1 чорна тура | 4 |
| 3 | a8 чорний кінь · d8 білий слон · h8 білий король · h7 біла тура · c6 чорний король · c5 чорний пішак · d5 білий кінь · e5 білий пішак · c4 білий ферзь · f4 чорний пішак · a3 білий пішак · e3 чорний слон · f3 біла тура · g3 білий пішак · a2 чорний кінь · e2 білий пішак · d1 чорна тура | a8 чорний кінь · d8 білий слон · h8 білий король · h7 біла тура · c6 чорний король · c5 чорний пішак · d5 білий кінь · e5 білий пішак · c4 білий ферзь · f4 чорний пішак · a3 білий пішак · e3 чорний слон · f3 біла тура · g3 білий пішак · a2 чорний кінь · e2 білий пішак · d1 чорна тура | a8 чорний кінь · d8 білий слон · h8 білий король · h7 біла тура · c6 чорний король · c5 чорний пішак · d5 білий кінь · e5 білий пішак · c4 білий ферзь · f4 чорний пішак · a3 білий пішак · e3 чорний слон · f3 біла тура · g3 білий пішак · a2 чорний кінь · e2 білий пішак · d1 чорна тура | a8 чорний кінь · d8 білий слон · h8 білий король · h7 біла тура · c6 чорний король · c5 чорний пішак · d5 білий кінь · e5 білий пішак · c4 білий ферзь · f4 чорний пішак · a3 білий пішак · e3 чорний слон · f3 біла тура · g3 білий пішак · a2 чорний кінь · e2 білий пішак · d1 чорна тура | a8 чорний кінь · d8 білий слон · h8 білий король · h7 біла тура · c6 чорний король · c5 чорний пішак · d5 білий кінь · e5 білий пішак · c4 білий ферзь · f4 чорний пішак · a3 білий пішак · e3 чорний слон · f3 біла тура · g3 білий пішак · a2 чорний кінь · e2 білий пішак · d1 чорна тура | a8 чорний кінь · d8 білий слон · h8 білий король · h7 біла тура · c6 чорний король · c5 чорний пішак · d5 білий кінь · e5 білий пішак · c4 білий ферзь · f4 чорний пішак · a3 білий пішак · e3 чорний слон · f3 біла тура · g3 білий пішак · a2 чорний кінь · e2 білий пішак · d1 чорна тура | a8 чорний кінь · d8 білий слон · h8 білий король · h7 біла тура · c6 чорний король · c5 чорний пішак · d5 білий кінь · e5 білий пішак · c4 білий ферзь · f4 чорний пішак · a3 білий пішак · e3 чорний слон · f3 біла тура · g3 білий пішак · a2 чорний кінь · e2 білий пішак · d1 чорна тура | a8 чорний кінь · d8 білий слон · h8 білий король · h7 біла тура · c6 чорний король · c5 чорний пішак · d5 білий кінь · e5 білий пішак · c4 білий ферзь · f4 чорний пішак · a3 білий пішак · e3 чорний слон · f3 біла тура · g3 білий пішак · a2 чорний кінь · e2 білий пішак · d1 чорна тура | 3 |
| 2 | a8 чорний кінь · d8 білий слон · h8 білий король · h7 біла тура · c6 чорний король · c5 чорний пішак · d5 білий кінь · e5 білий пішак · c4 білий ферзь · f4 чорний пішак · a3 білий пішак · e3 чорний слон · f3 біла тура · g3 білий пішак · a2 чорний кінь · e2 білий пішак · d1 чорна тура | a8 чорний кінь · d8 білий слон · h8 білий король · h7 біла тура · c6 чорний король · c5 чорний пішак · d5 білий кінь · e5 білий пішак · c4 білий ферзь · f4 чорний пішак · a3 білий пішак · e3 чорний слон · f3 біла тура · g3 білий пішак · a2 чорний кінь · e2 білий пішак · d1 чорна тура | a8 чорний кінь · d8 білий слон · h8 білий король · h7 біла тура · c6 чорний король · c5 чорний пішак · d5 білий кінь · e5 білий пішак · c4 білий ферзь · f4 чорний пішак · a3 білий пішак · e3 чорний слон · f3 біла тура · g3 білий пішак · a2 чорний кінь · e2 білий пішак · d1 чорна тура | a8 чорний кінь · d8 білий слон · h8 білий король · h7 біла тура · c6 чорний король · c5 чорний пішак · d5 білий кінь · e5 білий пішак · c4 білий ферзь · f4 чорний пішак · a3 білий пішак · e3 чорний слон · f3 біла тура · g3 білий пішак · a2 чорний кінь · e2 білий пішак · d1 чорна тура | a8 чорний кінь · d8 білий слон · h8 білий король · h7 біла тура · c6 чорний король · c5 чорний пішак · d5 білий кінь · e5 білий пішак · c4 білий ферзь · f4 чорний пішак · a3 білий пішак · e3 чорний слон · f3 біла тура · g3 білий пішак · a2 чорний кінь · e2 білий пішак · d1 чорна тура | a8 чорний кінь · d8 білий слон · h8 білий король · h7 біла тура · c6 чорний король · c5 чорний пішак · d5 білий кінь · e5 білий пішак · c4 білий ферзь · f4 чорний пішак · a3 білий пішак · e3 чорний слон · f3 біла тура · g3 білий пішак · a2 чорний кінь · e2 білий пішак · d1 чорна тура | a8 чорний кінь · d8 білий слон · h8 білий король · h7 біла тура · c6 чорний король · c5 чорний пішак · d5 білий кінь · e5 білий пішак · c4 білий ферзь · f4 чорний пішак · a3 білий пішак · e3 чорний слон · f3 біла тура · g3 білий пішак · a2 чорний кінь · e2 білий пішак · d1 чорна тура | a8 чорний кінь · d8 білий слон · h8 білий король · h7 біла тура · c6 чорний король · c5 чорний пішак · d5 білий кінь · e5 білий пішак · c4 білий ферзь · f4 чорний пішак · a3 білий пішак · e3 чорний слон · f3 біла тура · g3 білий пішак · a2 чорний кінь · e2 білий пішак · d1 чорна тура | 2 |
| 1 | a8 чорний кінь · d8 білий слон · h8 білий король · h7 біла тура · c6 чорний король · c5 чорний пішак · d5 білий кінь · e5 білий пішак · c4 білий ферзь · f4 чорний пішак · a3 білий пішак · e3 чорний слон · f3 біла тура · g3 білий пішак · a2 чорний кінь · e2 білий пішак · d1 чорна тура | a8 чорний кінь · d8 білий слон · h8 білий король · h7 біла тура · c6 чорний король · c5 чорний пішак · d5 білий кінь · e5 білий пішак · c4 білий ферзь · f4 чорний пішак · a3 білий пішак · e3 чорний слон · f3 біла тура · g3 білий пішак · a2 чорний кінь · e2 білий пішак · d1 чорна тура | a8 чорний кінь · d8 білий слон · h8 білий король · h7 біла тура · c6 чорний король · c5 чорний пішак · d5 білий кінь · e5 білий пішак · c4 білий ферзь · f4 чорний пішак · a3 білий пішак · e3 чорний слон · f3 біла тура · g3 білий пішак · a2 чорний кінь · e2 білий пішак · d1 чорна тура | a8 чорний кінь · d8 білий слон · h8 білий король · h7 біла тура · c6 чорний король · c5 чорний пішак · d5 білий кінь · e5 білий пішак · c4 білий ферзь · f4 чорний пішак · a3 білий пішак · e3 чорний слон · f3 біла тура · g3 білий пішак · a2 чорний кінь · e2 білий пішак · d1 чорна тура | a8 чорний кінь · d8 білий слон · h8 білий король · h7 біла тура · c6 чорний король · c5 чорний пішак · d5 білий кінь · e5 білий пішак · c4 білий ферзь · f4 чорний пішак · a3 білий пішак · e3 чорний слон · f3 біла тура · g3 білий пішак · a2 чорний кінь · e2 білий пішак · d1 чорна тура | a8 чорний кінь · d8 білий слон · h8 білий король · h7 біла тура · c6 чорний король · c5 чорний пішак · d5 білий кінь · e5 білий пішак · c4 білий ферзь · f4 чорний пішак · a3 білий пішак · e3 чорний слон · f3 біла тура · g3 білий пішак · a2 чорний кінь · e2 білий пішак · d1 чорна тура | a8 чорний кінь · d8 білий слон · h8 білий король · h7 біла тура · c6 чорний король · c5 чорний пішак · d5 білий кінь · e5 білий пішак · c4 білий ферзь · f4 чорний пішак · a3 білий пішак · e3 чорний слон · f3 біла тура · g3 білий пішак · a2 чорний кінь · e2 білий пішак · d1 чорна тура | a8 чорний кінь · d8 білий слон · h8 білий король · h7 біла тура · c6 чорний король · c5 чорний пішак · d5 білий кінь · e5 білий пішак · c4 білий ферзь · f4 чорний пішак · a3 білий пішак · e3 чорний слон · f3 біла тура · g3 білий пішак · a2 чорний кінь · e2 білий пішак · d1 чорна тура | 1 |
|   | a | b | c | d | e | f | g | h |   |

FEN: n2B3K/7R/2k5/2pNP3/2Q2p2/P3bRP1/n3P3/3r4
1. a4! Bd4 2. Sb4 Sb4 3. Qe6#
1. ... Bd2 2. Qe4! L~ 3. Sb4#
            2. ... c4 3. Qxc4#
1. ... Bc1 2. e4! ~ 3. Qb5#
            2. ... fe 3. Rf6#
1. ... Bg1 2. Ra7! ~ 3. Se7#
            2. ... Rxd5 3. Qb5#
- — - — - — -
1. ... Bf2 2. Rxf4! ~ 3. Rf6#
            2. ... Sc7 3. Rxc7#